# Eleição municipal de Campinas em 2012
A eleição municipal de 2012 em Campinas, assim como nas demais cidades brasileiras, ocorreu em 7 de outubro de 2012 e elegeu o prefeito, o vice-prefeito e os membros da Câmara de Vereadores. Na ocasião, o prefeito era Pedro Serafim Júnior (PDT), cujo mandato se encerrou em 31 de dezembro de 2012 e era candidato à reeleição. Havia um total de sete candidatos para prefeito. Entre eles, Jonas Donizette e Marcio Pochmann foram para o segundo turno, sendo Jonas o vitorioso deste pleito.

## Candidatos
| Nº | Candidato            | Partido | Vice-candidato           | Coligação |
| -- | -------------------- | ------- | ------------------------ | --- |
| 50 | Arlei Medeiros       | PSOL    | Fernanda Lisboa          | Partido não coligado |
| 40 | Jonas Donizette      | PSB     | Henrique Teixeira (PSDB) | Toda Força para Campinas Partido Socialista Brasileiro (PSB) Partido da Social Democracia Brasileira (PSDB) Democratas (DEM) Partido Popular Socialista (PPS) Partido Social Cristão (PSC) Partido Humanista da Solidariedade (PHS) Partido Comunista do Brasil (PCdoB) Partido Trabalhista do Brasil (PTdoB) |
| 28 | José Ferreira Campos | PRTB    | Marquinho Cardoso        | Partido não coligado |
| 13 | Marcio Pochmann      | PT      | Adriana Flosi (PSD)      | Campinas com a força do Brasil Partido dos Trabalhadores (PT) Partido Social Democrático (PSD) Partido Trabalhista Cristão (PTC) Partido Republicano Progressista (PRP) |
| 12 | Pedro Serafim Júnior | PDT     | Dário Saadi (PMDB)       | Trabalho e Respeito Partido Democrático Trabalhista (PDT) Partido do Movimento Democrático Brasileiro (PMDB) Partido Republicano Brasileiro (PRB) Partido da República (PR) Partido Social Democrata Cristão (PSDC) Partido da Mobilização Nacional (PMN) Partido Trabalhista Brasileiro (PTB) Partido Social Liberal (PSL) Partido Pátria Livre (PPL) Partido Trabalhista Nacional (PTN) Partido Progressista (PP) |
| 43 | Rogério Menezes      | PV      | Gustavo Merlo            | Partido não coligado |
| 16 | Silvia Ferraro       | PSTU    | Marcos Margarido         | Partido não coligado |

## Pesquisas

### Primeiro Turno
| Data           | Instituto | Jonas Donizette (PSB) | Marcio Pochmann (PT) | Pedro Serafim Jr. (PDT) | Brancos e Nulos | Indecisos |
| -------------- | --------- | --------------------- | -------------------- | ----------------------- | --------------- | --------- |
| 20/07/2012 [a] | Ibope     | 43%                   | 1%                   | 17%                     | 21%             | 16%       |
| 31/08/2012 [b] | Ibope     | 50%                   | 8%                   | 12%                     | 16%             | 9%        |
| 28/09/2012 [c] | Ibope     | 42%                   | 18%                  | 15%                     | 12%             | 6%        |
| 06/10/2012 [d] | Ibope     | 42%                   | 19%                  | 15%                     | 11%             | 7%        |

a  - Os seguintes candidatos chegaram a 1% das intenções de voto: Dr. José Ferreira Campos (PRTB) e Rogério Menezes (PV). Os seguintes candidatos não chegaram a 1% das intenções de voto: Arlei Medeiros (PSOL) e Sílvia Ferraro (PSTU).
b  - Os seguintes candidatos chegaram a 1% das intenções de voto: Dr. José Ferreira Campos (PRTB), Rogério Menezes (PV), Arlei Medeiros (PSOL) e Sílvia Ferraro (PSTU).
c  - Os seguintes candidatos chegaram a 2% das intenções de voto: Dr. José Ferreira Campos (PRTB), Arlei Medeiros (PSOL) e Sílvia Ferraro (PSTU). Os seguintes candidatos chegaram a 1% das intenções de voto: Rogério Menezes (PV).
d  - Os seguintes candidatos chegaram a 2% das intenções de voto: Arlei Medeiros (PSOL) e Sílvia Ferraro (PSTU). Os seguintes candidatos chegaram a 1% das intenções de voto: Rogério Menezes (PV) e Dr. José Ferreira Campos (PRTB).

### Segundo Turno
| Data           | Instituto | Jonas Donizette (PSB) | Marcio Pochmann (PT) | Brancos e Nulos | Indecisos |
| -------------- | --------- | --------------------- | -------------------- | --------------- | --------- |
| 15/10/2012 [a] | Ibope     | 45%                   | 39%                  | 13%             | 5%        |
| 18/10/2012 [b] | UP        | 42,8%                 | 40,3%                | 6,1%            | 10,8%     |
| 23/10/2012 [c] | Ibope     | 45%                   | 37%                  | 13%             | 5%        |
| 20/10/2012 [d] | Ibope     | 49%                   | 34%                  | 13%             | 5%        |

## Resultados do Primeiro Turno

### Prefeito
Resultado das eleições para prefeito de Campinas. 100,00% apurado.
| Partido | Partido | Candidato                | Votos   | Votos (%) |
| ------- | ------- | ------------------------ | ------- | --------- |
|         | PSB     | Jonas Donizette          | 245 217 | 47,6%     |
|         | PT      | Marcio Pochmann          | 147 130 | 28,56%    |
|         | PDT     | Pedro Serafim Júnior     | 95 164  | 18,47%    |
|         | PSOL    | Arlei Medeiros           | 12 318  | 2,39%     |
|         | PSTU    | Silvia Ferraro           | 11 102  | 2,16%     |
|         | PRTB    | Dr. José Ferreira Campos | 4 198   | 0,81%     |
|         | PV      | Rogério Menezes          | 0       | 0%        |
| Totais  | Totais  | Totais                   | 515 129 |           |

### Vereador
PSDB: 5
PT: 4
PSB: 4
PP: 3
PTB: 2
PPS: 2
PSD: 2
DEM: 2
PMDB: 2
PRB: 1
PSOL: 1
PDT: 1
PSC: 1
PSL: 1
PV: 1
PCdoB: 1
| Candidato          | Partido | Votos  | Resultado |
| ------------------ | ------- | ------ | --------- |
| Artur Orsi         | PSDB    | 13.401 | 2,61 %    |
| Rafa Zimbaldi      | PP      | 9.374  | 1,82 %    |
| Luiz Lauro Filho   | PSB     | 6.725  | 1,31 %    |
| Professor Alberto  | DEM     | 6.375  | 1,24 %    |
| Paulo Búfalo       | PSOL    | 6.138  | 1,19 %    |
| Roberto Alves      | PRB     | 5.911  | 1,15 %    |
| Campos Filho       | DEM     | 5.522  | 1,07 %    |
| Zé Carlos          | PMDB    | 5.440  | 1,06 %    |
| Cid Ferreira       | PMDB    | 5.124  | 1,00 %    |
| Aurélio            | PDT     | 4.803  | 0,93 %    |
| Cirilo             | PSDB    | 4.529  | 0,88 %    |
| Carmo da Farmácia  | PSC     | 4.497  | 0,88 %    |
| Flôres             | PSB     | 4.349  | 0,85 %    |
| Marcos Bernardelli | PSDB    | 4.337  | 0,84 %    |
| Gilberto Vermelho  | PSDB    | 4.033  | 0,78 %    |
| Canário            | PT      | 3.800  | 0,74 %    |
| Jorge da Farmácia  | PSDB    | 3.740  | 0,73 %    |
| Elias Azevedo      | PSB     | 3.594  | 0,70 %    |
| Thiago Ferrari     | PTB     | 3.579  | 0,70 %    |
| Cidão Santos       | PPS     | 3.563  | 0,69 %    |
| Paulo Galtério     | PSB     | 3.550  | 0,69 %    |
| Edison Ribeiro     | PSL     | 3.419  | 0,67 %    |
| Neusa do São João  | PSD     | 3.377  | 0,66 %    |
| Jorge Schneider    | PTB     | 3.310  | 0,64 %    |
| Gustavo Petta      | PCdoB   | 3.219  | 0,63%     |
| Carlão             | PT      | 3.049  | 0,59 %    |
| Tico Costa         | PP      | 3.025  | 0,59 %    |
| Jeziel             | PP      | 2.993  | 0,58 %    |
| Pedro Tourinho     | PT      | 2.990  | 0,58 %    |
| André Von Zuben    | PPS     | 2.813  | 0,55 %    |
| Ângelo Barreto     | PT      | 2.614  | 0,51 %    |
| Vinícius Gratti    | PSD     | 2.383  | 0,46 %    |
| Rossini            | PV      | 2.263  | 0,44 %    |

## Resultados do 2.º turno

### Prefeito
Resultado das eleições para prefeito de Campinas. 100,00% apurado.
| Partido | Partido | Candidato       | Votos   | Votos (%) |
| ------- | ------- | --------------- | ------- | --------- |
|         | PSB     | Jonas Donizette | 315 488 | 57,69%    |
|         | PT      | Marcio Pochmann | 231 420 | 42,31%    |
| Totais  | Totais  | Totais          | 546 908 |           |